# Sedam vrhova
Sedam vrhova je naziv za najviše planine na svakom od sedam kontinenata. Osvajanje svih sedam vrhova smatra se planinarskim izazovom koji je prvi put ostvario američki alpinist Richard Bass 30. travnja 1985. godine.

## Sedam vrhova
Postoji nekoliko lista sedam najviših vrhova, a razlika se sastoji u tome koja planina se uzima za najviši vrh Europe, Mont Blanc ili Elbrus te da li se uzima najviši vrh Australije, Mount Kosciuszko ili se u obzir uzima cijela Oceanija i vrh Puncak Jaya u Indoneziji.
Dvije najpoznatije liste su ona talijanskog alpinista Reinholda Messnera i ona američkog alpinista Richarda Bassa koji se prvi popeo na svih sedam najviših vrhova.
- Reinhold Messner: Mount Everest, Aconcagua, Mount McKinley, Kilimandžaro, Vinson, Elbrus, Puncak Jaya
- Richard Bass: Mount Everest, Aconcagua, Mount McKinley, Kilimandžaro, Vinson, Elbrus, Mount Kosciuszko

Popis svih devet vrhova koji se uzimaju u obzir:
- Mount Everest, Nepal, Azija, 8.848 m
- Aconcagua, Argentina, Južna Amerika, 6.960 m
- Mount McKinley, Aljaska, Sjeverna Amerika, 6.140 m
- Kilimandžaro, Tanzanija, Afrika, 5.895 m
- Elbrus, Rusija, Europa, 5.642 m
- Vinson Massif, Antarktika, 4.892 m
- Puncak Jaya Indonezija, Azija, 4.884 m
- Mont Blanc, Francuska, Europa, 4.808 m
- Mount Kosciuszko, Australija, Oceanija, 2.228 m

## Unutarnje poveznice
- Oceanovih sedam, pandan u daljinskom plivanju
- Popis najviših planina

## Vanjske poveznice
- Sedam vrhova u 3D